# الیس بیشه‌سری
الیس بیشه‌سری (زادهٔ ۲۹ اردیبهشت ۱۳۸۴) بازیکن فوتبال ایرانی‌تبار اهل سوئد است که در پست دروازه‌بان برای باشگاه فوتبال گوتبورگ در لیگ برتر فوتبال سوئد بازی می‌کند.
وی همچنین در تیم‌های ملی فوتبال زیر ۱۷ سال سوئد، زیر ۱۹ سال سوئد، و زیر ۲۱ سال سوئد بازی کرده است.
پدر وی، خیرالله بیشه‌سری نیز از بازیکنان فوتبال در استان مازندران بود که در سال ۱۳۶۴ به سوئد مهاجرت کرد.